# Khalikote
Khalikote es una ciudad y  comité de área notificada situada en el distrito de Ganjam en el estado de Odisha (India). Su población es de 13022 habitantes (2011). Se encuentra a 50 km de Brahmapur y a 117 km de Bhubaneswar.

## Demografía
Según el censo de 2011 la población de Khalikote era de 13022 habitantes, de los cuales 6734 eran hombres y 6288 eran mujeres. Khalikote tiene una tasa media de alfabetización del 82,85%, superior a la media estatal del 72,87%: la alfabetización masculina es del 91,72%, y la alfabetización femenina del 73,44%.

## Clima
| Parámetros climáticos promedio de Khallikote, Odisha | Parámetros climáticos promedio de Khallikote, Odisha | Parámetros climáticos promedio de Khallikote, Odisha | Parámetros climáticos promedio de Khallikote, Odisha | Parámetros climáticos promedio de Khallikote, Odisha | Parámetros climáticos promedio de Khallikote, Odisha | Parámetros climáticos promedio de Khallikote, Odisha | Parámetros climáticos promedio de Khallikote, Odisha | Parámetros climáticos promedio de Khallikote, Odisha | Parámetros climáticos promedio de Khallikote, Odisha | Parámetros climáticos promedio de Khallikote, Odisha | Parámetros climáticos promedio de Khallikote, Odisha | Parámetros climáticos promedio de Khallikote, Odisha | Parámetros climáticos promedio de Khallikote, Odisha |
| Mes                                                  | Ene.                                                 | Feb.                                                 | Mar.                                                 | Abr.                                                 | May.                                                 | Jun.                                                 | Jul.                                                 | Ago.                                                 | Sep.                                                 | Oct.                                                 | Nov.                                                 | Dic.                                                 | Anual                                                |
| ---------------------------------------------------- | ---------------------------------------------------- | ---------------------------------------------------- | ---------------------------------------------------- | ---------------------------------------------------- | ---------------------------------------------------- | ---------------------------------------------------- | ---------------------------------------------------- | ---------------------------------------------------- | ---------------------------------------------------- | ---------------------------------------------------- | ---------------------------------------------------- | ---------------------------------------------------- | ---------------------------------------------------- |
| Temp. máx. media (°C)                                | 27                                                   | 30                                                   | 34                                                   | 36                                                   | 37                                                   | 34                                                   | 32                                                   | 31                                                   | 32                                                   | 32                                                   | 30                                                   | 28                                                   | 31.9                                                 |
| Temp. mín. media (°C)                                | 16                                                   | 19                                                   | 23                                                   | 27                                                   | 29                                                   | 28                                                   | 27                                                   | 27                                                   | 26                                                   | 23                                                   | 20                                                   | 16                                                   | 23.4                                                 |
| Lluvias (mm)                                         | 12.40                                                | 17.40                                                | 18.60                                                | 15.00                                                | 40.30                                                | 150.00                                               | 282.10                                               | 272.80                                               | 180.00                                               | 93.00                                                | 33.00                                                | 18.60                                                | 1133.2                                               |
| Fuente: MSM Weather                                  |                                                      |                                                      |                                                      |                                                      |                                                      |                                                      |                                                      |                                                      |                                                      |                                                      |                                                      |                                                      |                                                      |